# Розов, Самуил Израилевич
Самуил Израилевич Розов (1900 — 21 декабря 1975) — израильский архитектор, выпускник Тенишевского училища, близкий друг В. В. Набокова.

## Биография

### Родители
Отец — петербургский банкир и сионист Израиль Аншелович Розов(1869—1948), близкий сподвижник В. Жаботинского. Он был представителем британской нефтяной компании «Шелл» в России, состоял в Большом Исполнительном комитете сионистской организации и наблюдательном совете Еврейского Колониального Банка. Он был одним из основателей первой сионистской газеты в России «Рассвет» (редактор с 1907 года А. Д. Идельсон). В мае 1917 года на VII всероссийском сионистском съезде И. А. Розов был избран финансовым директором Центра с целью сбора средств для сионистского движения России и организации эмиграции в Палестину. В 1919 году в Лондоне, как член делегации русского сионистского Центра, встречался с Гербертом Сэмюэлем, верховным комиссаром Палестины в 1920—1925 годах. Мать Самуила — Сара Абрамовна (урождённая ?), вышла замуж за Израиля Розова в 1897 году в Саратове.

### Образование
Учился в Тенишевском училище в Санкт-Петербурге в одном классе с Владимиром Набоковым.
Набоков вспоминал о своём однокласснике: «маленький, хрупкий парнишка с красивыми чертами лица и сердцем льва. Помню, как в изумлении уставился на него наш самый первый хулиган, стоявший как скала под ударами кулачков Р(озова). Он был первым учеником класса и великодушно всем нам помогал, разъясняя трудности, особенно по математике. Мы с ним обсуждали Чехова, поэзию и сионизм». Характеризует Розова и письмо Набокова к нему 1937 года: «Ты был Вениамином училища. Ты ходил в котиковой шапке с ушами. Когда натыкался на какую-нибудь трудность в задаче, быстро как-то хватался за уголки рта. Щербинка восьмеркой на носу, сбоку. Прекрасные, умные глаза. Желтоватый, коротко остриженный, — а потом ежом под Керенского, — который теперь трогательно радуется, когда я рассказываю о таких вещах или напоминаю ему стихи Каннегисера: свобода, свобода, свобода! — Керенский на белом коне. Я немного завидовал тому, как тебя все любили и тому, что ты нёс так легко, как бы не замечая».
В 1915 г. Розов и его младшая сестра Иехудит стали членами гимназического кружка профсоюзного движения «Хе-Хавер». В 1918 году, незадолго до эмиграции, Розов участвовал в деятельности «Гедеры», корпорации студентов-сионистов в Петрограде.
В июне 1919 семья Розовых переезжает в Лондон. И. А. Розов сумел заблаговременно перевести часть своего состояния в Англию. В Лондоне Розов поступил в Лондонский университет и вновь встретился с Набоковым. Предполагают, что при поступлении в Кембридж Набоков одолжил у школьного товарища его тенишевский диплом, в котором были более высокие оценки. Позднее в письмах к Розову Набоков вспоминал ту пору: «И тогда-то я тебе читал свои стихи в ультра-русском духе, ты их охаял».

### Палестина

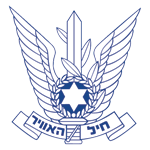
Эмблема ВВС Израиля, в основе которой рисунок Розова 1948 года

После получения диплома инженера Розов уехал в Берлин, а оттуда в 1924 вместе с женой Ребеккой переехал в Палестину. В 1925 году в Тель-Авиве у них родился сын Арье. С 1927 года Розовы живут в Хайфе. Сначала Розов работал в Палестинской электрической компании, основанной бывшим революционером П. М. Рутенбергом. Во время Войны за независимость Израиля Розов служил на базе израильских ВВС офицером по маскировке. В августе 1948 года Розову предложили создать эмблему ВВС Израиля. Его эмблема понравилась и была принята как официальный символ военно-воздушных сил, с незначительными изменениями она остаётся таковой до сегодняшнего дня.
Позднее Самуил Розов работал как архитектор. В Хайфе по его проекту построен комплекс центральной автобусной станции «Эгед».
В 1951 году Розов стал одним из основателей «Лиги за отмену религиозного диктата в Израиле». В ней Розов отвечал за связи с иностранной прессой и коллегами в правозащитных движениях в других странах, в этом ему помогало безупречное знание английского. Деятельность Лиги поддержал Набоков. В 1962 году в Церматте Розов встретился с Набоковым. По словам последнего, эта встреча была «полной победой над временем». По приглашению Розова Набоков в течение многих лет собирался посетить Израиль, но планам этим так и не суждено было сбыться.
В 60-е годы Самуил Розов становится членом городского совета по перспективному планированию Хайфы.

### Отношения с Набоковым
Переписка двух школьных приятелей продолжалась много лет. В письме 1937 года Набоков писал, «Только почему ты пишешь на вы? Ты из немногих людей, с которыми я хотел бы остаться на ты навсегда. Я иначе не могу к тебе обращаться». В том же письме он сказал, что делит всех людей на помнящих и не помнящих, причём первые всегда лучше вторых: «Ты принадлежишь к первым, — к первым из первых». Последнее письмо Розову отправлено Набоковым 31 января 1976 года, через месяц с лишним после кончины адресата.
В романе «Пнин» 1955 года один из эпизодических персонажей, старинный друг профессора Пнина и самого автора «Вадима Вадимовича», назван «Самуилом Израилевичем».

## Семья
- Жена — Ребекка
  - Сын — Арье (1925—1999), архитектор.

У Самуила Розова было три сестры: Гала, Иехудит и самая младшая Герцля.

## Адреса
- до 1915? — Санкт-Петербург, Каменноостровский проспект 31[1].
- 1915—1919 — Санкт-Петербург, Каменноостровский проспект 9, кв. 47[3].

## Известные работы
- Хайфская тепловая электростанция

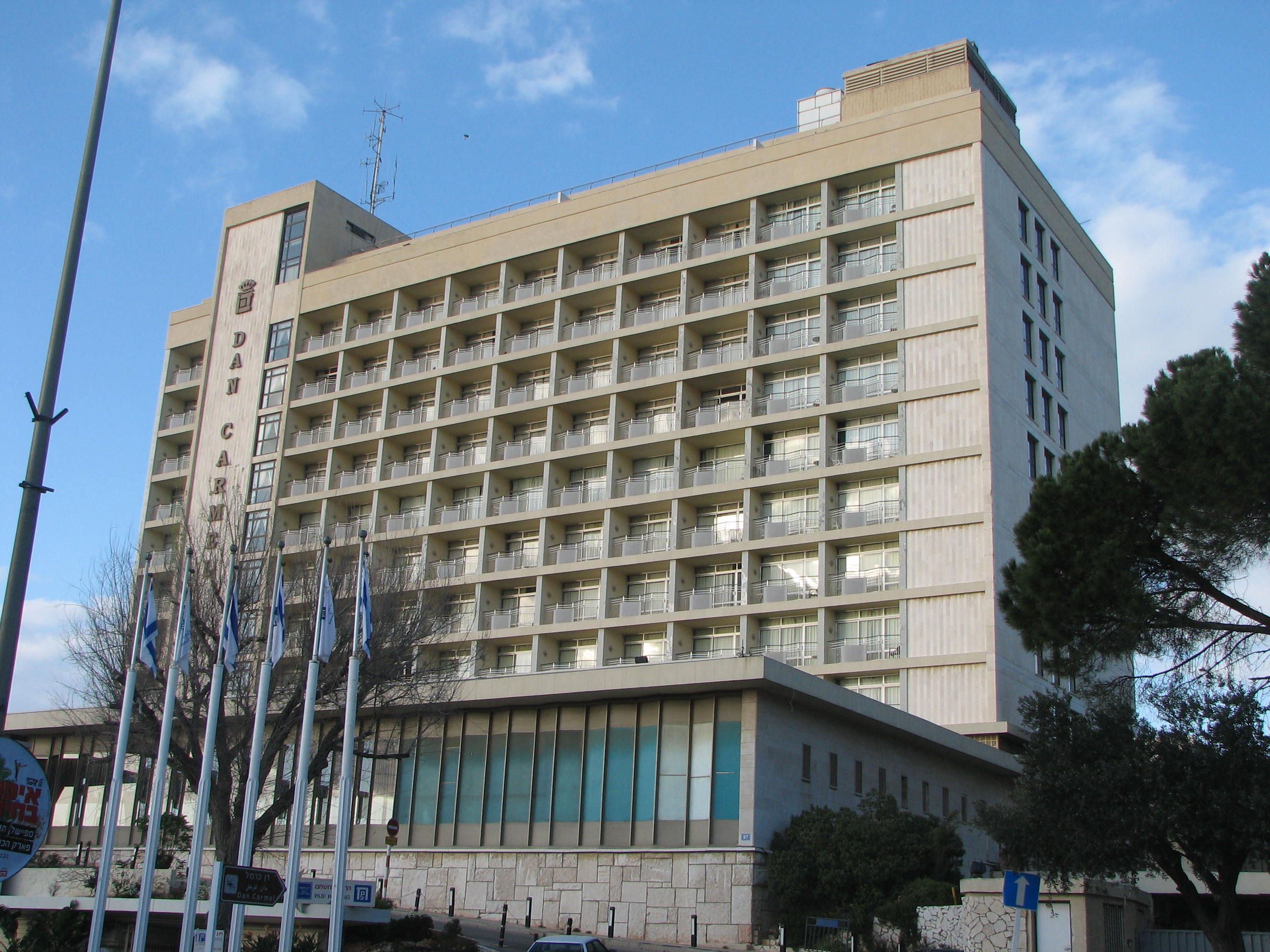
Гостиница «Дан-Кармель» на горе Кармель в Хайфе.

- Комплекс сооружений на гидроэлектростанции на реке Иордан.
- Комплекс зданий для работников Электрической компании.
- Особняк Пинхаса Рутенберга (Хайфа, 1939)
- Гостиница «Дан-Кармель» (Хайфа, 1963)
- Центральный автовокзал «Бат-Галим» (Хайфа, 1974)

## Память
В Хайфе в честь Розова названа улица в районе Чек-Поста.